# Hymenoplia heydeni
Hymenoplia heydeni är en skalbaggsart som beskrevs av Desbrochers 1884. Hymenoplia heydeni ingår i släktet Hymenoplia och familjen Melolonthidae. Inga underarter finns listade i Catalogue of Life.